# Hypenagonia flavisigna
Hypenagonia flavisigna là một loài bướm đêm trong họ Erebidae.